# (4820) Fay
(4820) Fay est un astéroïde de la ceinture principale.

## Description
(4820) Fay est un astéroïde de la ceinture principale. Il fut découvert le 15 septembre 1985 à l'Observatoire Palomar par Carolyn S. Shoemaker. Il présente une orbite caractérisée par un demi-grand axe de 2,86 UA, une excentricité de 0,35 et une inclinaison de 12,4° par rapport à l'écliptique.

## Compléments